# Albert Gelin
Pour les articles homonymes, voir Gelin.
Albert Gelin (parfois orthographié « Gélin ») est un prêtre sulpicien français, exégète de renom, né à Amplepuis le 3 octobre 1902 et décédé le 7 février 1960 à Lyon.

## Biographie
Après le petit séminaire d'Oullins puis le séminaire diocésain, ordination sacerdotale pour le diocèse de Lyon le 16 décembre 1926. Thèse de doctorat en théologie à la faculté de théologie de Lyon en 1928 : Jérémie, ses moyens de persuasion et leurs résultats. C'est alors qu'il entre chez les sulpiciens. Licence d'exégèse biblique à l'institut biblique pontifical en 1931. Enseignement à son retour de Rome dès 1932 au séminaire diocésain de Lyon. Il ajoutera une activité de professeur à la faculté de théologie de Lyon à partir de 1937, à l'exception de deux ans sous les drapeaux pendant la guerre. Sa thèse de doctorat et ses traductions dévoilent un spécialiste de l'Ancien Testament, et plus particulièrement des prophètes. Tout en menant son travail scientifique de manière rigoureuse, il reste soucieux de faire le lien entre ses travaux et la vie contemporaine. « Chez lui - on l'a souvent dit - l'exégète aimait à se faire pédagogue, et il y parvenait de la façon la plus heureuse, le savant devenait guide spirituel, et les élèves qui écoutaient le professeur découvraient un homme ardemment tourné vers Dieu et à l'amitié toujours offerte... »

« Ce prêtre incarnait le paradoxe de toute vraie vie chrétienne, dans laquelle Dieu et l'homme cohabite. Homme de science, il fut un chercheur de grande classe, connu jusqu'en Amérique. Professeur exigeant, il n'admettait pas l'amateurisme académique. Et pourtant jamais homme ne fut plus simple et plus accueillant (...) Le jour de la Saint Albert 1958, quelques anciens prêtres ouvriers défroqués vinrent souhaiter bonne fête à celui dont le cœur était assez grand pour les accueillir, même s'il ne les approuvait pas. (...) On sortait de son cours sur les psaumes avec l'envie d'entrer dans une église pour prier avec le psalmiste. Le sens du surnaturel lui donnait une très grande indépendance. Au milieu de la gabegie générale il ne risquait jamais de confondre la vérité avec l'ordre. Il montrait par sa vie que la vérité n'est pas toujours du côté du manche, que ce soit dans la vie civique ou dans l'Église de Dieu. (... ) Il a montré que l'imitation du Christ n'est pas une copie mais une communion. »

— Journal et feuille d'avis du Valais du 13 janvier 1962, p.21.
En prolongement de son enseignement aux prêtres et séminaristes, il fut le successeur apprécié de Joseph Chaine à la chronique biblique de la revue Ami du clergé.
Malheureusement gravement malade, il retouche encore dans son lit le texte d'une session sur L'homme selon la Bible  qu'il avait donné aux frères des Écoles chrétiennes pour en faire le livre du même titre. Il meurt le 5 février 1960.
Son enseignement sur les « pauvres de Yahvé » a profondément marqué  - entre autres - :
- Gustavo Gutiérrez Merino, apôtre de la théologie de la libération[3]
- l'abbé Maurice Combe (1914 - 2008), figure marquante du mouvement des prêtres ouvriers[4].

Il est reconnu comme un maître par :
- Paul-Évode Beaucamp[5]

Toutefois sa confiance dans l'exégèse historico-critique, les recommandations qu'il reçoit pour sa participation comme traducteur à la Bible de Jérusalem, le poussent peut-être à mésestimer l'importance des lectures attestées par les traditions, même les plus anciennes. Il traduit parfois jusqu'à défavoriser ces lectures aux yeux de certains critiques, et non des moindres. C'est ainsi que Paul Claudel contesta vigoureusement par exemple sa traduction de Zch 13,6 qui a, traduit littéralement, une résonance de prophétie christologique.

### Quelques miettes de son enseignement
Ce que le P. Albert Gelin appelait la carte de visite de Dieu : « Le Seigneur, le Seigneur, Dieu de miséricorde et de grâce, lent à la colère et plein d’amour et de fidélité » (Exode
34,6)
« l’homme se réalise, s’accomplit, trouve sa vérité en relevant le défi du dialogue avec Dieu. En devenant, selon le joli mot d’Albert Gelin, "un tutoyeur de Dieu". »
« L'étude d'un thème n'est pas exactement celle d'un mot... Il est certain que les prophètes ont parfois largement exploité (un thème) sans avancer toujours le mot même auquel nous les verrions volontiers accrocher leurs commentaires »

## Publications

### comme auteur

#### Livres
- Les idées maîtresses de l'Ancien Testament, coll. « Lectio divina » no 2, Cerf, 1949. Ce livre a connu six rééditions (la dernière est de 1959).
- Problèmes d'Ancien Testament, coll. « Ronds-points » no 3, Emmanuel Vitte, Lyon, 1952.
- Jérémie, coll. « Témoins de Dieu », no 13, Cerf, 1952.
- Les pauvres de Yahvé, coll. « Témoins de Dieu », no 14, Cerf, 1953. Ce livre a connu au moins trois rééditions.
- Jérémie, coll. « Figures bibliques », no 3, L’Œuvre des tracts, Bruxelles, 1956.
- L'âme d'Israël dans le Livre, coll. « Je sais-je crois » no 65, Fayard, 1958.
- L'homme selon la Bible, coll. « Foi vivante » no 75, Cerf, 1959, 1968².de l'Épi, 1961.
- La prière des psaumes, Éditions de l'Épi, 1961.
- Hommes et femmes de la Bible, Horizons de la catéchèse, Paris, 1962.
- Les Pauvres que Dieu aime, coll. «  Foi vivante » no 41, Cerf, 1967.

#### Contributions
Liste incomplète
- « Le passage de la polygamie à la monogamie » dans Mélanges Podechard, Faculté de théologie de Lyon, Lyon, 1945, p.135-146.
- « L'idée universaliste dans la Bible » dans la revue Équipes enseignantes, 2e trim. 1949-1950, p.12-17.
- « Comment le peuple d'Israël lisait l'Ancien Testament » dans L'Ancien Testament et les chrétiens, coll. « Rencontres », no 36, Cerf, 1951.
- Présentation biographique de Joseph Chaine, au début de son livre posthume Le livre de la Genèse, coll. « Lectio divina » no 3, Cerf, 1951.
- « Jérusalem dans le dessein de Dieu », La Vie spirituelle, (n°369 ? &) no 372, avril 1952, p.353-366.
- « les quatre lectures du Ps 22 », dans la revue Bible et Vie chrétienne, no 1, Abbaye de Maredsous, 1953, p. 31-39.
- « L'attente de Dieu dans l'Ancien Testament », Lumière et Vie no 9, 1953, 9-22.
- « Jours de Yahvé et Jour de Yahvé », Lumière et Vie no 11, 1953, 39-52.
- Contribution à Psychisme et âme humaine, Collection « Convergences », Spes, 1953.
- Avant propos pour Emmanuel Podechard, Le Psautier. II, Psaumes 76-100 et 110 / traduction littérale, explication historique et notes critiques, coll. « Bibliothèque de la Faculté catholique de théologie de Lyon » no 6, Lyon, 1954.
- avec Gilles Gourbillon et Joseph Pierron, coauteur de Avant le nouvel exode... , coll. « Évangile » no 20, Ligue catholique de l'Évangile, Paris 1955.
- « Aspects communautaire et personnel du salut et du péché selon l'Écriture » dans La vie commune, coll. « Problèmes de la Religieuse d'aujourd'hui » no 7, Cerf, 1956.
- « Fidélité de Dieu, Fidélité à Dieu d'après l'AT », dans la revue Bible et Vie Chrétienne n°15 ,1956.
- « Le sacerdoce du Christ d'après l'épître aux Hébreux » dans : Études sur le Sacrement de l'Ordre, coll. « Lex orandi » no 22, Centre de Pastorale Liturgique, Cerf, 1957.
- « La sainteté de l'homme selon l'AT », dans la revue Bible et Vie Chrétienne n°19 ,1957.
- « Les origines bibliques de l'idée de martyre » dans Le Rédempteur, coll. « Lumière et vie » no 36, Lyon, 1958.
- « Les livres prophétiques postérieurs » IIIe Partie de l'importante Introduction à la Bible sous la dir. de A. Robert et A. Feuillet, Desclée et Cie, 1957-1959, tome 1, p. 465-582.
- « L'espérance dans l'Ancien Testament » dans L'Espérance, coll. « Lumière et vie » no 41, Lyon, 1959.
- « La vocation. Étude biblique », dans la revue L'ami du clergé, 1959, p.167-164.
- « Heureux les pauvres » et « Le Messie de Dieu » dans : Grands thèmes bibliques, Éditions du Feu Nouveau, 1959.
- « La question de "relectures" bibliques à l’intérieur d’une tradition vivante », dans J. Coppens, A. Descamps, E. Massaux (dir.), Sacra Pagina, , miscellanea biblica Congressus internationalis catholici de re biblica. vol.1, coll. « Bibliotheca ephemeridum theologicarum Lovaniensium » n°XII, coédition de Lecoffre, Gabalda et Duculot, 1959, p. 203-215.
- « Le sacerdoce dans l'Ancienne Alliance », dans La tradition sacerdotale, études sur le sacerdoce, coll. « Bibliothèque de la Faculté catholique de théologie de Lyon » no 7, Le Puy, 1959, p. 27-60.
- Contribution à : Théologie du péché, « Bibliothèque de théologie ». Série II, v. VII, Desclée, 1960.
- « Médecine dans la bible » (1957) ; « messianisme » ; « Millénarisme » (1957) ; « Osée » (1960) dans le Dictionnaire de la Bible supplément, Letouzey & Ané, Paris.
- Contribution à : (en) Gelin Albert ; Schmitt J. ; Benoit Pierre ; Boismard Marie-Émile (Claude) ; Mollat Donatien ; Wheaton Anthony, Son and Saviour : The divinity of Jesus Christ in the Sciptures, Londres Cassell Publishers Ltd : Geoffrey Chapman, 1960.

### comme traducteur
Pour La sainte Bible de L. Pirot-A.Clamer :
- Josué (1949)
- Apocalypse (1938)

Pour la Bible de Jérusalem (« La Sainte Bible, traduite en français sous la direction de l'École biblique de Jérusalem ») :
- Aggée, Zacharie, Malachie (en un seul vol.), 1948, 1951².
- Livres d'Esdras et de Néhémie (en un seul vol.)
- Jérémie ; Les Lamentations ; Le Livre de Baruch  (en un seul vol.), 1951

## Sources
- À la rencontre de Dieu. Mémorial Albert Gelin, coll. « Bibliothèque de la Faculté catholique de théologie de Lyon » no 8, X. Mappus, Le Puy, 1961
- Musée du diocèse de Lyon
- « Gelin, Albert » dans Gérard Reynal (Dir.) Dictionnaire des théologiens et de la théologie chrétienne, Bayard Éditions / Centurion, Paris, 1998, p. 180-181.  (ISBN 222735528X)
- Notice biographique dans François Laplanche, La crise de l'origine - La science des Évangiles et l'histoire au XXe siècle, Albin Michel, 2006, p. 623-624.